# Чалис
Чалис (на английски: Challis) е град в окръг Къстър, щата Айдахо, САЩ. Чалис е с население от 909 жители (2000) и обща площ от 4,7 km². Намира се на 1601 m надморска височина. ЗИП кодът му е 83226, а телефонният му код е 208.